# Promachus quadratus
Promachus quadratus là một loài ruồi trong họ Asilidae. Promachus quadratus được Wiedemann miêu tả năm 1821. Loài này phân bố ở vùng Tân Bắc giới.